# عين معبد
توجد بلدية عين معبد بدائرة حاسي بحبح ولاية الجلفة تحدها شمالا بلدية حاسي بحبح وجنوبا بلدية الجلفة و شرقا بلدية سيدي بايزيد و غربا بلدية الزعفران .

## معالم سياحية

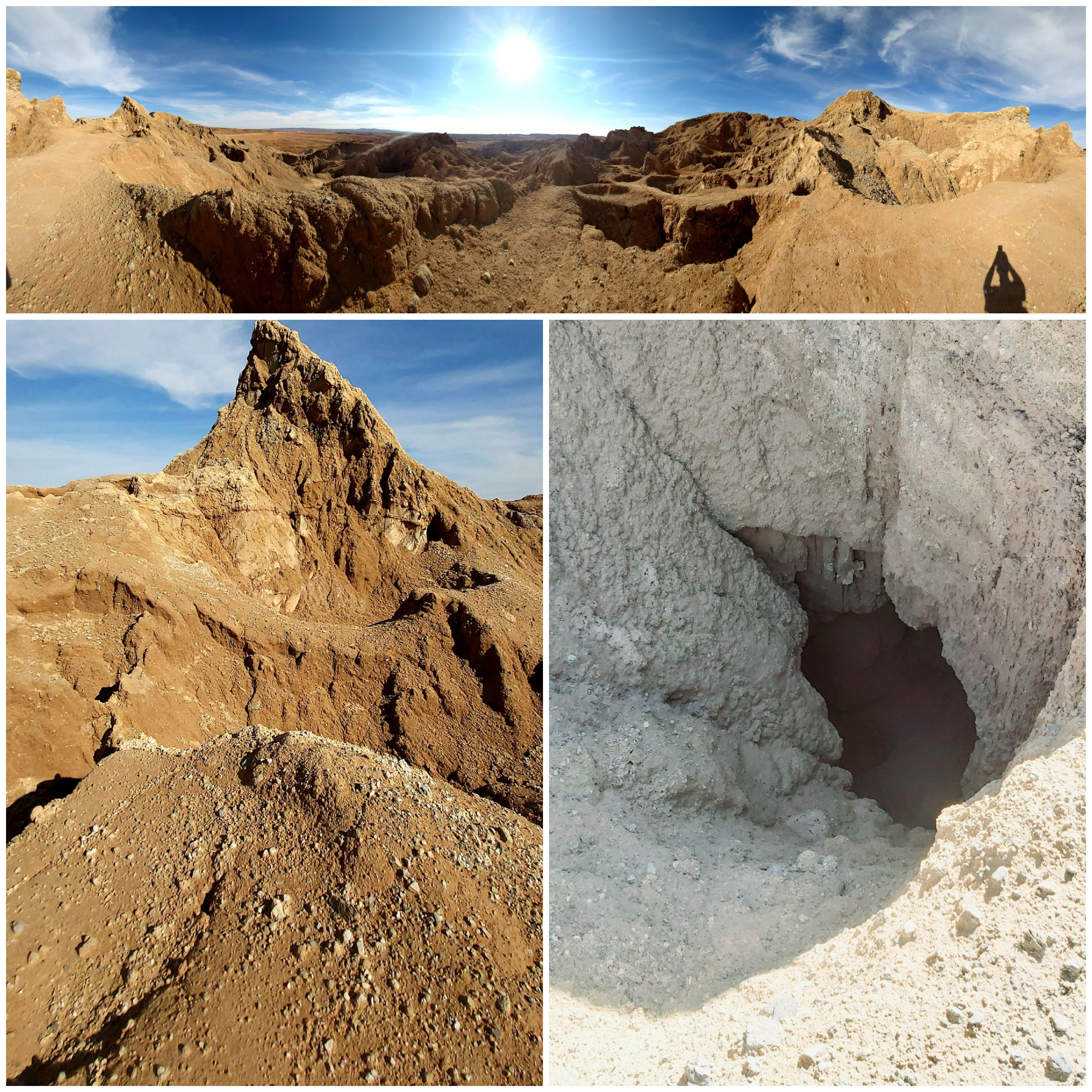
حجر الملح

- حجر الملحجبل حجر الملح أحد أهم المعالم السياحية في المجال الجيولوجي التي تظهر في شكل مجسمات من الملح وسط تكتلات مرتفعة ومجموعة من الحفر العميقة.